# Freightliner FL-Series
Freightliner Business Class (FL-Series) — серія середньовантажних (клас 5–8) вантажівок, які збиралися американським виробником Freightliner Trucks з 1991 по 2007 рік. Перші вантажівки середньої вантажопідйомності, продані компанією, FL60/FL70 замінили вантажівки Mercedes-Benz L-серії, які були вилучені з ринку США протягом 1991 року. Діапазон бізнес-класу продавався як у вигляді прямої вантажівки, так і у вигляді напівтягача. Наприкінці 1990-х бізнес-клас став популярним в автобусах, як у конфігураціях з капотом шасі (шкільний автобус), так і в конфігураціях з вирізаною кабіною.

У 2001 році Freightliner представила Freightliner Business Class M2 як бізнес-клас другого покоління, продаючи варіанти серії FL одночасно до 2007 року.
Перша повністю нова серія звичайних вантажівок середньої вантажопідйомності, представлена в Північній Америці з 1980 року, дизайн Freightliner Business Class значною мірою базувався на існуючому асортименті продукції. Використовуючи серійну кабіну Mercedes-Benz LK (Leichte Klasse, легкий клас), представлену в 1983 році, яка вже була пересаджена на інші вантажівки Freightliner, такі як FLC112 у 1985 році (з додаванням капота до європейської кабіни над кабіною, Freightliner почав розробку своєї першої вантажівки середньої вантажопідйомності, яка, по суті, слугувала заміною бразильським вантажівкам Mercedes-Benz L-серії, що продавалися в США. Freightliner належить Daimler-Benz з 1981 року, а обладнання для виробництва сталі, що пройшла краш-тестування кабіна є одним із найдорожчих елементів у розробці вантажівок. Таким чином, загальна структура кабіни є основною процедурою економії. Конкуренти з Ford і General Motors використовували пікап кабіни.

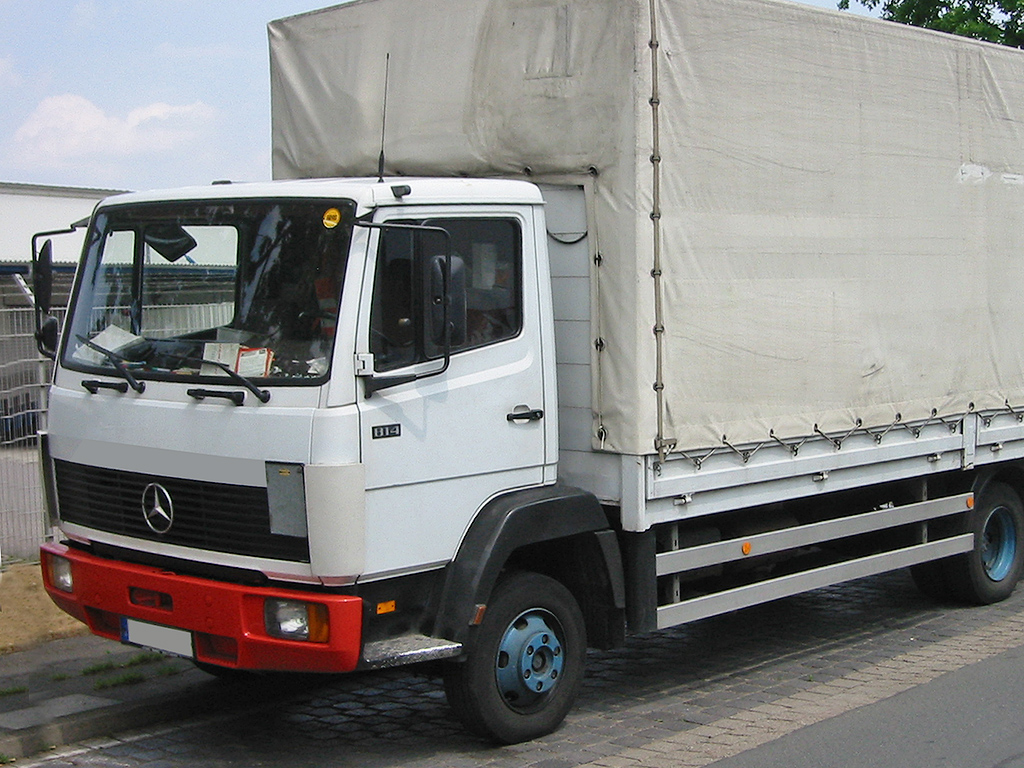
Кабіна Mercedes-Benz LK яка конкурує з DAF F500-F1500, DAF 45/55, Ford Cargo, Iveco Zeta, Magirus-Deutz MK-серії, MAN G90, MAN L2000, Nissan Atleon, Renault Midliner, Volvo F4/F6/F7, & Volvo FL є була адаптована для Business Class

## Варіанти

### Вантажівка

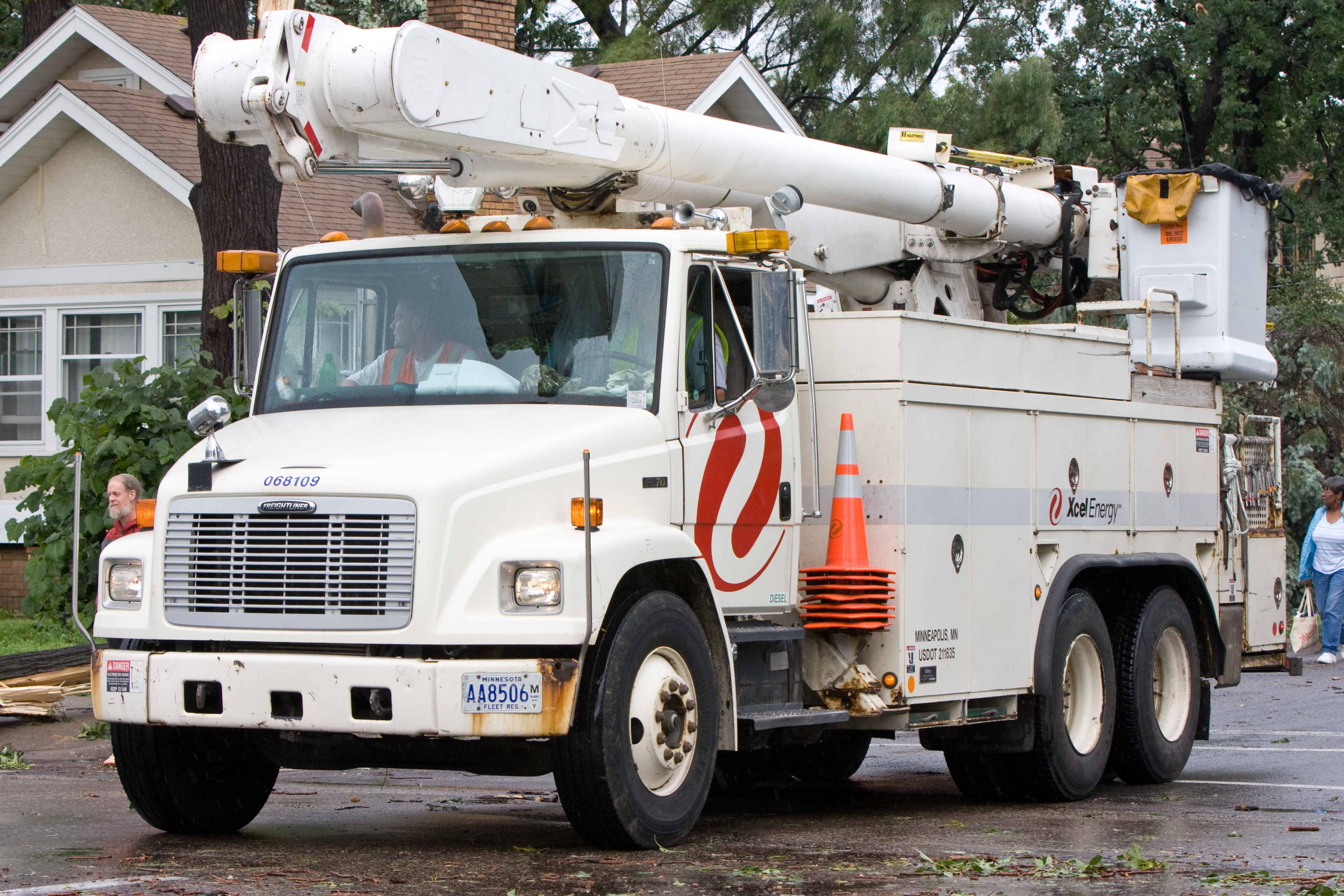

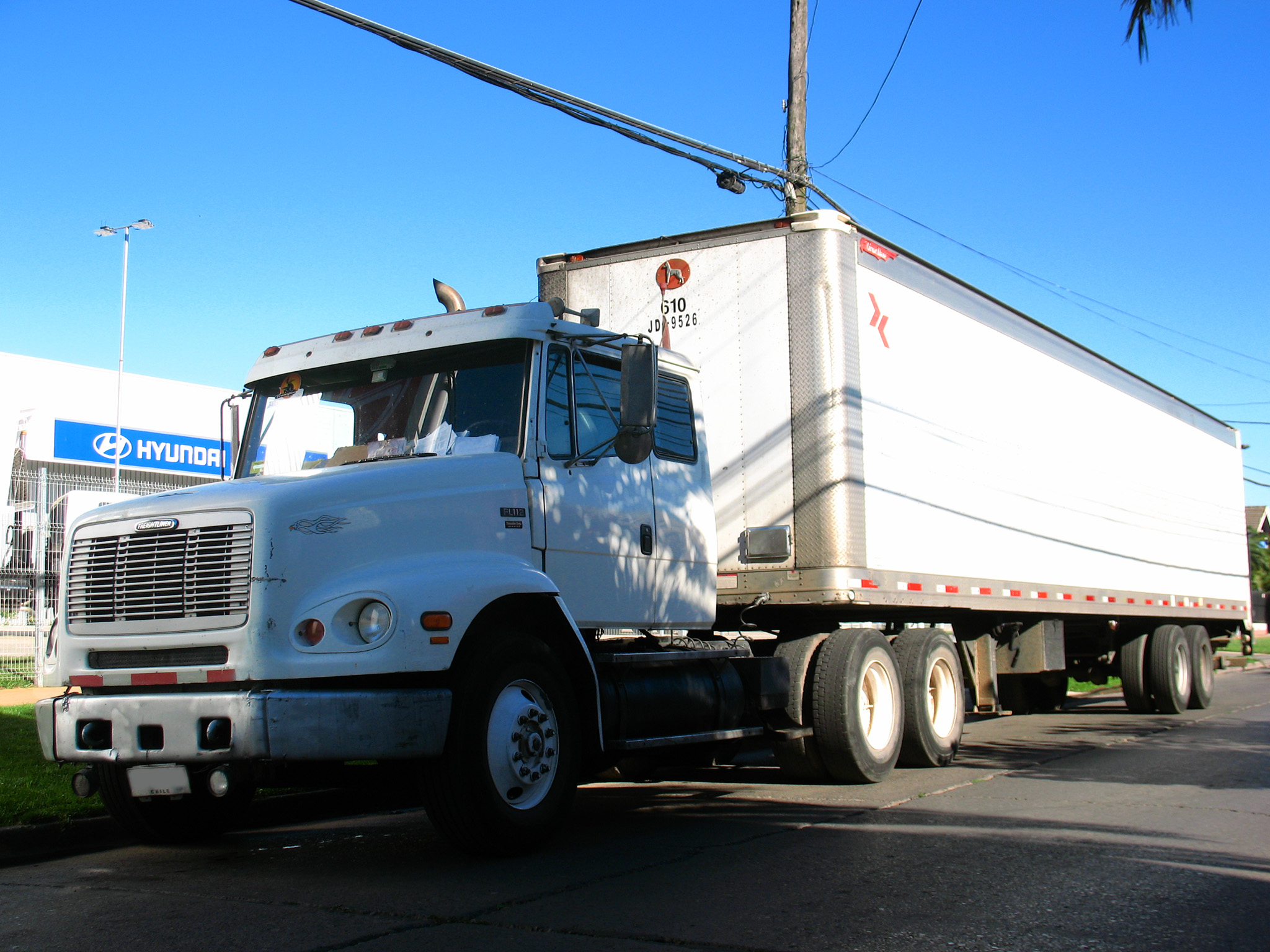
Freightliner FL 112 2005

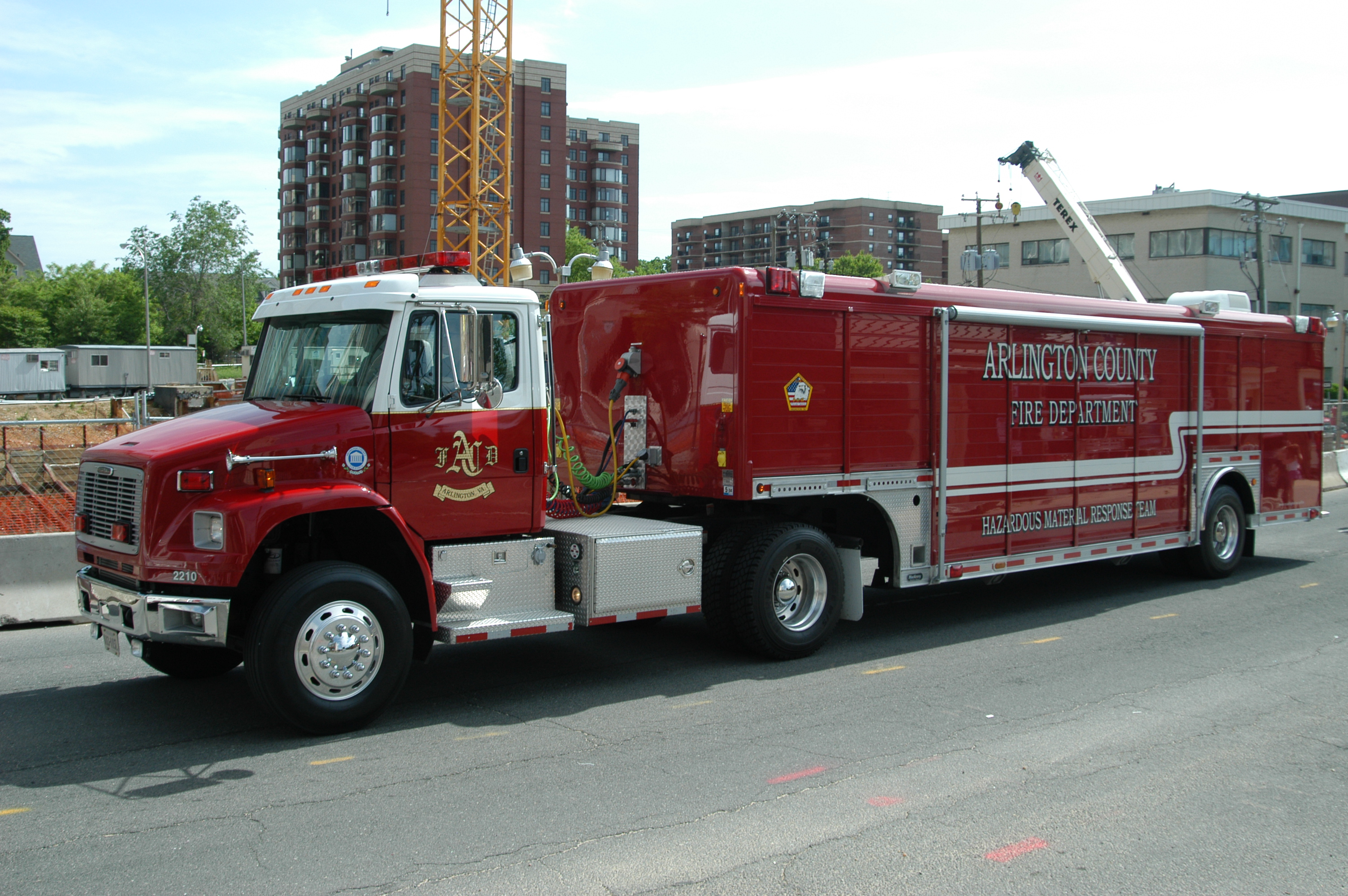

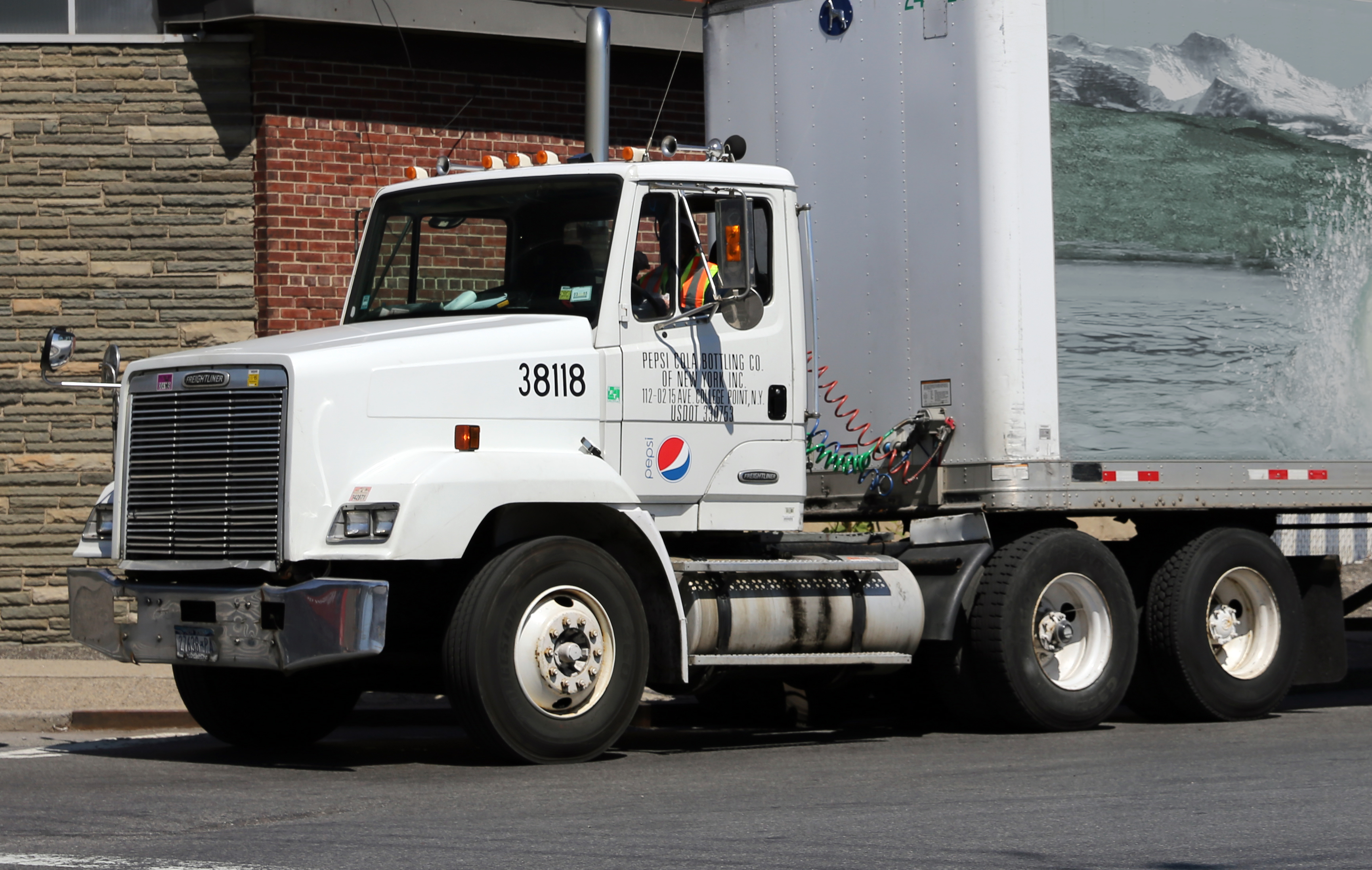
Freightliner FLC Medium Conventional 1990х

Серія FL, представлена в 1991 році, включатиме повний спектр вантажівок середньої вантажопідйомності класу 6-7. Замість FLC112 (і більшості інших Freightliners), названого на честь BBC (довжина від бампера до задньої частини кабіни), початкові моделі бізнес-класу ідентифікувалися за діапазоном розмірів. FL60 був вантажівкою класу 6; FL70, вантажівка класу 7. Пізніше Class 5 FL50 був доданий у нижній частині асортименту. FL112 є моделлю класу 8 лінійки, яка замінила попередню FLC112 для моделі 1995 року. Це була єдина вантажівка серії FL, яка продовжувала використовувати BBC у своєму позначенні моделі протягом усього терміну виробництва. FL112 також показав багато елементів дизайну, які з'являться на Century Class 1996 року пізніше в 1995 році.

#### Автобус

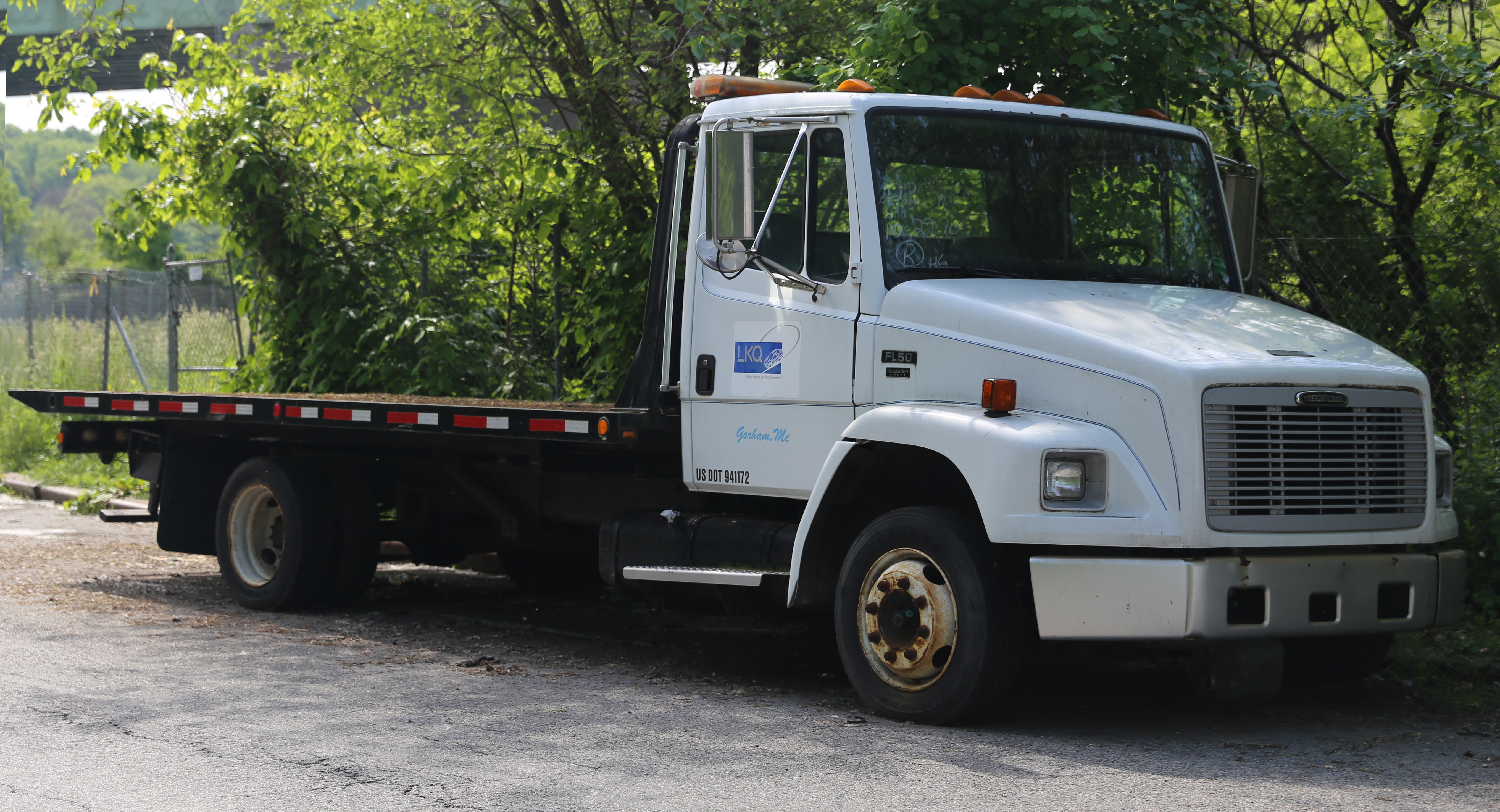
Freightliner FL50 medium duty truck 2003

У 1997 році Freightliner почала виробництво бізнес-класу для автобусів; шасі Freightliner FS-65 з капотом виготовляється в основному для використання в шкільних автобусах. Крім того, Business Class також випускався як кабіна з вирізом для кузовів нешкільних автобусів. Після придбання компанії Thomas Built Buses у 1998 році FS65 випускався лише з кузова Thomas після 2001 року.